# First Principle Thinking
First Principle Thinking oder First Principles Thinking (Denken in Ersten Prinzipien) ist eine Methode des Innovationsmanagements. Man versteht darunter die Neuerfindung von Dingen oder Verfahren, indem das zu lösende Problem zunächst auf fundamentalste Elemente reduziert wird. Dieser Ansatz dient dazu, gewohnte Denkmuster zu vermeiden und zielgerichtet neuartige Lösungen für komplexe Probleme zu finden.

## Ursprung
Die Bezeichnung „First Principles“ (erste Prinzipien) bezieht sich auf die antike griechische Philosophie des Aristoteles. Dieser verstand darunter Kernbestandteile, die nicht von grundlegenderen Elementen beziehungsweise Aussagen ableitbar sind.
Die Managementmethode des First Principles Thinking wurde durch Elon Musk populär. Musk wendet sie in seinen Unternehmen SpaceX und Tesla und mit seinem Team bei der Regierungsorganisation DOGE an.

## Methode
Nach Darstellung des Gabler Wirtschaftslexikons und des Ökonomen George Tovstiga besteht der übliche Innovationsweg darin, bestehende Produkte oder Prozesse anhand vorhandener Gegebenheiten weiterzuentwickeln (Denken in Analogien). Die Denkweise sowie Verbesserungen fänden linear statt und das Augenmerk liege auf Änderungen des Produktdesigns statt auf einer Änderung der grundlegenden Funktionsweise des Produkts. Dadurch könne die tatsächliche Beschaffenheit des zu lösenden Problems übersehen werden. Das First Principle Thinking ermögliche hingegen sprunghafte (disruptive) Innovationen, indem bisherige Überzeugungen und Annahmen – ausgehend von vorgegebenen, fundamentalsten Elementen – kritisch hinterfragt werden, um dann eine unkonventionelle neue Lösung zu finden. Nicht notwendige Komplexität wird entfernt. Die Methode des First Principle Thinking ist jedoch auch mit einem hohen Risiko eines Fehlschlags verbunden, da bisheriges Erfahrungswissen bewusst verworfen wird.
Bezüglich Elon Musks Management der Produktentwicklung werden als grundlegendste Elemente insbesondere die physikalischen Naturgesetze und die Kosten für den Materialeinkauf genannt.:354